# 百度说吧
百度说吧是百度2010年9月初推出的提供微博客服务的类Twitter网站（但百度社会化网络事业部总经理麦田表示：“百度说吧不是微博，不是Twitter。”），已经于2011年8月22日关闭。
百度说吧的特点是实名制，验证程序较为严格，比如需有百度账号，之后需要录入邀请代码、手机号码、真实姓名、身份证以及头像等。所有用户账号需与手机号码绑定，注册验证码直接发到手机上，必填项还有一个“身份证号”，以此来进行实名验证，通过验证后，会得到一个“√”认证标示。
百度说吧的用户可以相互换手机号码，在一方向另一方发出邀请后，只要另一方同意互换，则手机号码会向对方公开，累积到一定人数后就会形成一个通讯录。
百度说吧的用户域名在2011年4月27日前后缀只能是全数字，用户的说吧地址是类似t.baidu.com/5位或6位数字（内测用户是5位，公测后6位），用户不能使用个性化域名，不便于记忆。在2011年4月27日推出个性域名，用户可以在“设置”-“个性域名”里设置。
百度说吧的域名是“t.baidu.com”，是因为它的英文名是“Baidu Talk”。
2011年7月22日，负责筹建百度说吧的百度社会化网络事业部总经理麦田从百度离职。百度说吧于2011年8月8日宣布关闭发布入口，登陆说吧会被重定向至百度糯米，并留出时间给用户备份资料，8月22日百度说吧将会停止所有说吧服务。这也意味着百度说吧在成立不到一年时间即告失败，百度在激烈的微博大战败下阵来。

百度说吧关闭提示